# Опацкий, Николай Петрович
Николай Петрович Опацкий (29 апреля (17 апреля ст. стиль) 1871, Ревель, Российская империя — 1936, Эстония) — российский и эстонский архитектор, гражданский инженер. В 1907—1931 городской архитектор Нарвы.

## Биография
Родился в Ревеле (Эстляндия) в семье флотского офицера капитан-лейтенанта Петра Людвиговича Опацкого (с 1885 года контр-адмирал) и его жены Марии Александровны. В семье было шесть детей: сыновья — Леонид, Михаил, Николай, Александр, дочери — Александра и Вера. В 1898 году окончил Институт гражданских инженеров им. Николая I в Петербурге.
После окончания института поступил на службу Эстляндское губернское акцизное управление в Ревеле, где работал старшим штатным контролером и занимал должность помощника надзирателя акцизного ведомства. В этот же период он строил казенный винный склад в Ревеле, технической частью которого он и заведовал.
29 октября 1905 года городской архитектор Нарвы Александр Антонович Новицкий умер, должность стала вакантной. В январе 1906 года был назначен архитектором города Нарвы. Жил в доме Гендерсона на Павловской улице, позднее на улице Вестервалли, 16.
В 1905 году Нарвское эстонское общество «Ильмарине» приобрело дом в начале улицы Вестервалли. В 1908 году к этому зданию был пристроен зал по проекту инженера Ф.Кангро. Дополнительные перестройки велись в 1910 году по чертежам Опацкого. По его же проекту была построена эстрада в Сутгофском парке, севернее Нарвского пригорода. Это было связано в проведением в Нарве общеэстонского певческого праздника в 1912 году.

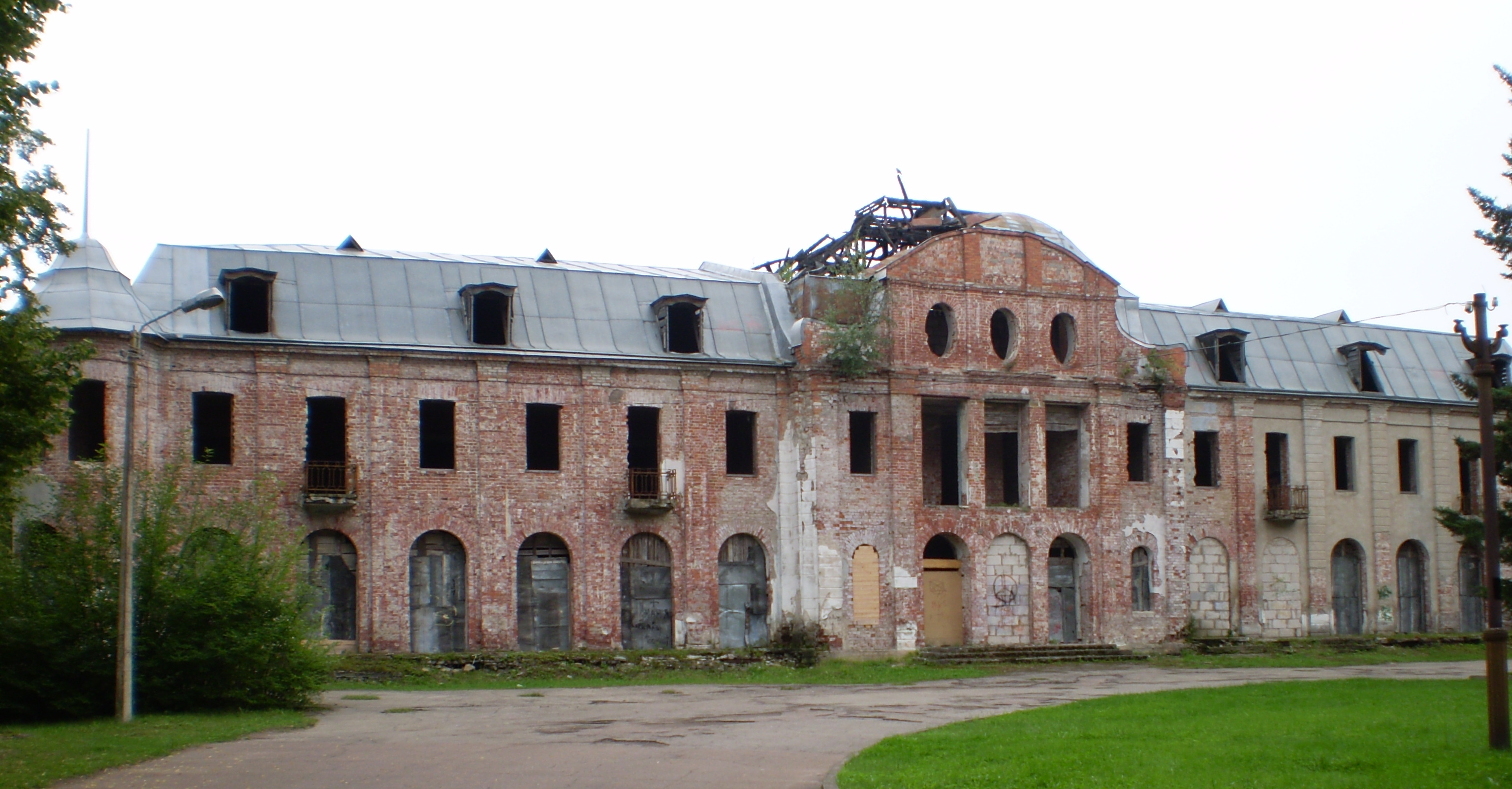
Курзал в Усть-Нарве

Спроектировал здание Нарвского винного склада. Впоследствии при его участии были возведены городская водокачка (1906), бойня (1910), курзал в Усть-Нарве (1911-12), церковно-приходская школа Петровского прихода (1912), больница (1915) с бараком, санитарной баней, дезинфекционной станцией и др. постройки, Петровское пожарное депо и др. Им были построены: дом Туйска по Софийской ул., дом Захарова по Вестервальской ул. (кинотеатр «Скэтинг») и Эстонский кредитный банк, дом Фигель по Остерской улице.
По его проекту в 1926 году была построена в Нарве школа (в настоящее время — Кесклиннаская гимназия).
В 1926 году исполнилось 20 лет его непрерывной служебной деятельности в Нарвской Городской Управе. До 1936 г. — почетный член Петровского пожарного общества, член Ивангородского пожарного общества.
27 апреля 1921 года женился во второй раз. Супруга — Апполония (Павлина) Яковлевна Шемис (Литва — 1953, ЭССР).